# Schmölln (Randowtal)
Schmölln ist ein Ortsteil der Gemeinde Randowtal des Amtes Gramzow im Landkreis Uckermark in Brandenburg.

## Geographie
Der Ort liegt 9 Kilometer westlich von Penkun und 15 Kilometer östlich von Prenzlau. Die Nachbarorte sind Wegnershof im Norden, Schwaneberg im Nordosten, Radewitz im Osten, Grünz im Südosten, Wollin im Südwesten, Eickstedt im Westen sowie Eickstedt Ausbau, Rollberg und Vogelsang im Nordwesten.

## Besonderes
Der Ortsteil Schmölln besitzt eine Auf- bzw. Abfahrt zur bzw. von der Autobahn 11. Diese besitzt an dieser Stelle auf einer Länge von etwa drei Kilometern eine Fahrbahnoberfläche aus stark beschädigtem Beton. Es handelt sich hierbei um das letzte noch niemals sanierte Stück Original-Autobahn aus dem Jahr 1936.
Pläne, die Fahrbahn ab Ende 2017 zu sanieren, waren bis Juni 2018 noch nicht umgesetzt. Im Frühjahr 2019 begannen umfangreiche Sanierungsarbeiten des Teilstücks, die Medien zufolge bis Ende 2020 abgeschlossen sein sollen.